# آلما ریچاردز
آلما ریچاردز (انگلیسی: Alma Richards; ۲۰ فوریه ۱۸۹۰ – ۳ آوریل ۱۹۶۳) ورزشکار پرش ارتفاع اهل ایالات متحده آمریکا بود.
وی در مسابقات کشوری و بین‌المللی در مجموع برندهٔ ۱ مدال طلا شده‌است.